# Chloromachia augustaria
Chloromachia augustaria är en fjärilsart som beskrevs av Charles Oberthür 1916. Chloromachia augustaria ingår i släktet Chloromachia och familjen mätare. Inga underarter finns listade i Catalogue of Life.